# Ocurio
Ocurio es una localidad del estado mexicano de Michoacán. Es parte del municipio de Zitácuaro.

## Toponimia
El nombre «Ocurio» proviene de los términos en purépecha: ocuri, tlacuache; o, locativo. Su significado es «Lugar de tlacuaches».

## Demografía
| Gráfica de evolución demográfica |
|                                  |

| Censo | Población |
| ----- | --------- |
| 1900  | 314       |
| 1910  | —         |
| 1921  | 410       |
| 1930  | 375       |
| 1940  | 316       |
| 1950  | 344       |
| 1960  | 621       |
| 1970  | 448       |
| 1980  | 587       |
| 1990  | 716       |
| 2000  | 1044      |
| 2010  | 1203      |
| 2020  | 1383      |